# Victorin Maurel
Victorin Maurel (né le 9 mai 1868 et mort le 2 août 1935) est un homme politique français.
Instituteur, il prend sa retraite à Château-Arnoux, où il est rapidement élu maire (17 mai 1925). Il lance de nombreux travaux de modernisation de la ville : éclairage public (1925), ouverture de la place Jean Jaurès (1927), eau courante (disponible partout en 1930), électricité dans les hameaux isolés de la commune (1935), abattoir municipal (1929) et école moderne (1930). Il est récompensé par le prix d’honneur du village moderne du ministère de l’Agriculture (1931).
Membre de la Libre Pensée, pacifiste, il est l’un des fondateurs de la Ligue des droits de l'homme dans les Basses Alpes. 